# Strażnica WOP Trzciniec
Strażnica WOP Trzciniec – podstawowy pododdział graniczny Wojsk Ochrony Pogranicza.

## Formowanie i zmiany organizacyjne
Strażnica została sformowana w 1945 w strukturze 3 komendy odcinka Bogatynia jako 14 strażnica WOP (Rogenau) o stanie 56 żołnierzy. Kierownictwo strażnicy stanowili: komendant strażnicy, zastępca komendanta do spraw polityczno-wychowawczych i zastępca do spraw zwiadu. Strażnica składała się z dwóch drużyn strzeleckich, drużyny fizylierów, drużyny łączności i gospodarczej. Etat przewidywał także instruktora do tresury psów służbowych oraz instruktora sanitarnego. W 1947 została przeformowana na strażnicę I kategorii – 55 wojskowych.
Od 15 marca 1954 wprowadzono nową numerację strażnic na szczeblu krajowym, a strażnica I kategorii była 18 w skali kraju.
W 1956 rozpoczęto numerowanie strażnic na poziomie brygady. Strażnica I kategorii Trzciniec była 18. w 8 Brygadzie Wojsk Ochrony Pogranicza. 
W 1960, po kolejnej zmianie numeracji, strażnica posiadała numer 11 i zakwalifikowana była do kategorii II w 8 Łużyckiej Brygadzie WOP . W 1964 strażnica WOP nr 10 Trzciniec uzyskała status strażnicy lądowej i zaliczona została do II kategorii.

## Ochrona granicy
W 1958 w strażnicy zorganizowano drużynę "służby niemundurowej"
Strażnice sąsiednie
13 strażnica WOP Rozporitz⇔15 strażnica WOP Blumberg

## Dowódcy strażnicy
- chor. Tadeusz Knot (był 10.1946)[c]
- por. Stanisław Sułkowski- (?-1952)[13]
- chor. Norbert Hajduk (1952-1952)